# RESISTANCE 〜報復の刻〜
『RESISTANCE 〜報復の刻〜』（レジスタンス ほうふくのとき、Resistance: Retribution）は、2009年3月12日にソニー・コンピュータエンタテインメントより発売されたPlayStation Portable専用アクションシューティングゲーム。

## 概要
人気シリーズ『RESISTANCE』のスピンオフ作品となるPlayStation Portable専用タイトル。開発はシリーズクリエーターインソムニアックゲームズの監修のもと、ポータブルゲームの制作に特化したゲーム開発会社SCEベンドスタジオが担当した。時系列はメインシリーズ一作目RESISTANCE〜人類没落の日〜と二作目RESISTANCE2の間という設定。本作はFPSであるメインシリーズと違って、TPSである。

## プロローグ
1951年7月、アメリカ軍はイギリス上陸作戦を開始した。そして陸軍軍曹ネイサン・ヘイルの活躍により、イギリスのキメラタワーは陥落したのである。それから数週間後。フランスのレジスタンス「マキ(Maquis)」は、イギリス軍に協力を要請。イギリスからルクセンブルグへ上陸して、パリへと南下していく、オーバーストライク作戦が計画された。そんな中、脱走罪により銃殺を待っていた一人の兵士が、オーバーストライク作戦の重要な一員となる。死刑囚から英雄となる、その男の名は、ジェームズ・グレイソン。

## 登場人物
ジェームズ・グレイソン二等兵
イギリス出身。元英国海兵隊の中尉。キメラ化した実の兄を射殺後、軍を脱走し、単独で数々のキメラ改造センターを破壊した。その脱走罪で軍事裁判にかけられ、処刑を待つばかりの身であったが、マキのレーヌ・ブシャール中尉により、キメラ改造阻止の研究を助けることを条件に、救出され、現在は傭兵としてマキに所属。オーバーストライク作戦に参加する。知的だが、皮肉屋で反権威的な性格。無謀に近い怖いもの知らずである。
声：井上和彦
レーヌ・ブシャール中尉
父親のクロード・ブシャール博士と共に、キメラ改造プロセスを研究している、マキの中尉。ブシャール博士が完成させた血清で、キメラの改造プロセスを停止させるべく、キメラ改造センターの破壊に実績のあるグレイソンに、協力を仰いだ。
声：朴璐美
ローランド・マレリー大佐
キメラによって制圧されたヨーロッパで、レジスタンス軍“マキ”として活動。キメラ支配下の中、2年間も生存者を守りながら抵抗を続けている。高圧的で横柄な性格で、グレイソンをライバル視する。
声：立木文彦
レイチェル・パーカー大佐
英国諜報部の大佐で、軍略のエキスパート。マキを支援するオーバーストライク作戦で、第2大隊の指揮を執っている。本作品におけるグレイソンの活躍は、彼女の視点から語られている。
声：小山茉美
スティーヴン・カートライト少佐
英国海兵隊の少佐。グレイソンの元上官で、裁判の折には証人として出廷していた。オーバーストライク作戦では第1大隊を指揮し、マキの支援に向かう。
声：石塚運昇